# Abnormal Spindle-Like, Microcephaly associated
Abnormal spindle-like microcephaly-associated protein, auch abnormal spindle protein homolog oder kürzer asp homolog, kurz ASPM, ist ein Protein, das im Menschen vom Gen für ASPM kodiert wird. Dieses Gen ASPM sitzt auf Chromosom 1 (Genlocus 1q31; MCPH5). Defekte Formen des Gens sind wahrscheinlich eine der möglichen Ursachen für die autosomal rezessive Form der primären Mikrozephalie.

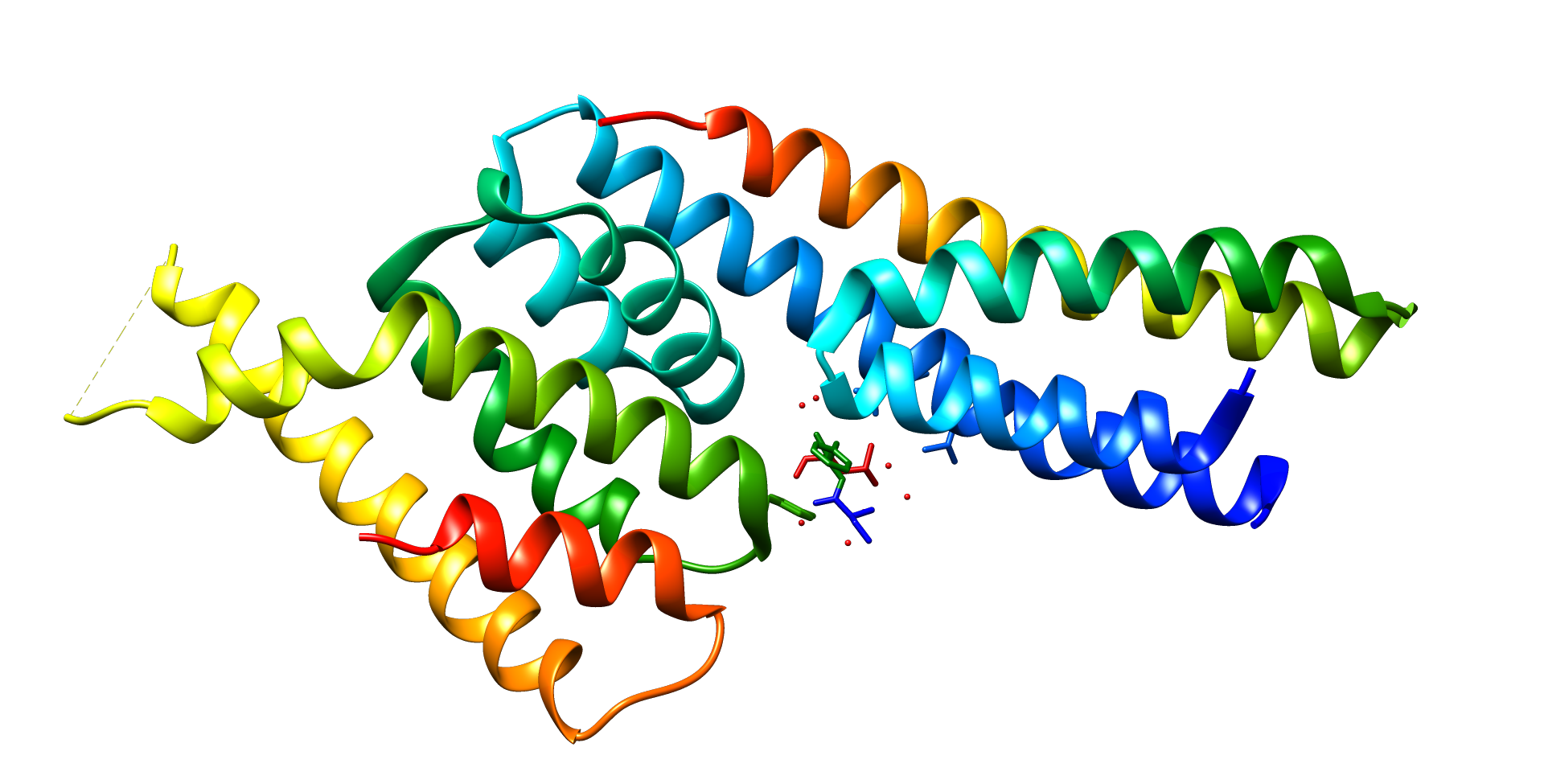
Bändermodell des ASPM-Proteins

ASPM ist der Kurzname des Proteins, der als Akronym für engl. „abnormal spindle-like, microcephaly-associated“  Bezug nimmt auf das orthologe Protein Asp („Abnormal spindle“) bei Drosophila melanogaster. Dieses 1954 Aminosäuren lange „Protein abnormal spindle“ als Produkt des Gens asp der Taufliege enthält 5 Bindungsdomänen mit IQ-Motiven für Calmodulin und ist unter anderem wichtig für einen normal funktionierenden mitotischen Spindelapparat in embryonalen Neuroblasten.
Das Mausgen Aspm wird unter anderem pränatal im Cortex cerebri während der Neurogenese exprimiert und codiert das homologe Protein ASPM (3122 AS, 32 IQ-Domänen). Der Unterschied zwischen den Genen Aspm der Maus und ASPM des Menschen besteht vorwiegend in einer einzigen großen Insertion, die für repetitive IQ-Motive im menschlichen Protein ASPM (3477 AS, 39 IQ-Domänen) kodiert. Studien an Mäusen zeigen, dass das Genprodukt von Aspm auch hier bei der Spindelregulation beteiligt ist. Diese Funktion ist offenbar evolutionär konserviert, denn das vom Fadenwurm Caenorhabditis elegans-Gen aspm-1 exprimierte Protein ASPM-1 (1186 AS, mit 2 IQ-Domänen) konnte ebenfalls an Spindelfasern lokalisiert werden, wo es bei den meiotischen Zellkernteilungen die Rotation der Kernteilungsspindel und bei der mitotischen die Organisation und Lage der Spindelpole durch Interaktionen mit Calmodulin und Dynein sowie LIN-5 reguliert.

## Evolution
Beim Menschen trat ein neues Allel des ASPM etwa vor 14100 bis 500 Jahren auf (geschätzter Mittelwert etwa 5800 Jahre). Das neue Allel hat heute eine Genfrequenz von etwa 50 % im Mittleren Osten und Europa, es ist weniger oft in Ostasien zu finden, und nur wenig in Sub-Sahara-Afrika. Man findet es in großer Durchdringung auch unter den Menschen in Papua-Neuguinea, mit einer Frequenz von 59,4 %.
Das grob mit dem statistischen Mittelwert von 5800 Jahren geschätzte Auftreten des neuen ASPM-Allels würde damit ungefähr in die Zeit der kulturellen Entwicklung von Landwirtschaft, Städten und Schrift fallen. Derzeit existieren zwei Allele dieses Gens: das ältere (etwa über 5800 Jahre alt) und das neuere (etwa jünger als 5800 Jahre). Etwa 10 % aller Menschen haben zwei Kopien des neuen Allels, während etwa 50 % zwei Kopien des alten Allels besitzen. Der Rest von 40 % aller Menschen besitzen je eine von beiden. Die Hälfte der 50 % mit mindestens einem neuen Allel haben eine identische Kopie des neuen Allels. Dies weist auf eine rasche Verbreitung der originalen Mutante von ASPM hin. Nach der „selective sweep“-Hypothese spricht eine sich rasch verbreitende Mutation für eine, in irgendeiner Form damit einhergehende, vorteilhafte Weise für das betroffene Individuum.
Testet man den IQ derer mit neuem bzw. altem ASPM-Allel, so findet man keine Unterschiede, sodass die Annahme, dieses Gen würde Intelligenz beeinflussen, nicht haltbar ist. Andererseits zeigen statistische Untersuchungen, dass die ältere Form des Gens überdurchschnittlich oft in Populationen gefunden wird, die Tonsprachen wie Chinesisch oder afrikanische Sprachen der Sahara sprechen. Allerdings wird das Gen für ASPM nicht nur während der embryonalen Neurogenese in neuronalen Vorläuferzellen exprimiert, sondern beispielsweise auch während der Spermatogenese bzw. der Oogenese in Zellen der Keimbahn, so bei Mäusen.